# Zmarli w roku 1998
Lista osób zmarłych w 1998:

## styczeń 1998
- 1 stycznia – Helen Wills Moody, amerykańska tenisistka, mistrzyni olimpijska, mistrzyni US Open, Wimbledonu i French Open[1]
- 7 stycznia – Vladimir Prelog, chorwacki chemik, laureat Nagrody Nobla[2]
- 9 stycznia – Ken’ichi Fukui, japoński chemik, noblista[3]
- 10 stycznia – Bogdan Herink, polski kierowca rajdowy[4]
- 19 stycznia – Aleksy Siemionow, polski nauczyciel szkół średnich, krajoznawca, publicysta, działacz turystyczny[5]
- 20 stycznia – Jacob Cohen, amerykański statystyk i psycholog (ur. 1923)[6]
- 22 stycznia – Regina Pisarek, polska piosenkarka[7]
- 30 stycznia – Samuel Eilenberg, polski i amerykański matematyk, przedstawiciel warszawskiej szkoły matematycznej[8]

## luty 1998
- 6 lutego – Wiesław Niewiadomski ps. Wariat, jeden z szefów gangu wołomińskiego[9]
- 11 lutego – Bazyli (Doroszkiewicz), polski arcybiskup prawosławny, metropolita warszawski i całej Polski[10]
- 17 lutego – Ernst Jünger, pisarz niemiecki[11]

## marzec 1998
- 4 marca – Adam Bień, ostatni z ministrów II Rzeczypospolitej, oskarżony w procesie szesnastu[12]
- 8 marca – Andrzej Brycht, polski pisarz[13]
- 10 marca – Lloyd Bridges, amerykański aktor[14]
- 13 marca – William Haenszel – amerykański epidemiolog i statystyk[15]
- 20 marca – Maciej Słomczyński, polsko-amerykańsko-angielski pisarz, tłumacz[16]

## kwiecień 1998
- 4 kwietnia – Władysław Krygowski, polski działacz turystyczny, znawca polskich Karpat, autor przewodników górskich i książek poświęconych górom[17]
- 15 kwietnia – Pol Pot, dyktator Kambodży, przywódca Czerwonych Khmerów[18]
- 17 kwietnia – Linda McCartney, brytyjska piosenkarka, autorka tekstów i fotograf, żona Paula McCartneya[19]
- 20 kwietnia:
  - Octavio Paz, meksykański poeta i eseista, dyplomata[20]
- 24 kwietnia – Nikodem Skotarczak ps. Nikoś, boss trójmiejskiej mafii[21]

## maj 1998
- 2 maja:
  - Justin Fashanu, brytyjski piłkarz[22]
  - Hideto Matsumoto, gitarzysta zespołu X Japan[23]
- 3 maja – Mikołaj Kurpisz, polski koszykarz[24]
- 14 maja – Frank Sinatra, amerykański piosenkarz i aktor[25]
- 23 maja – Tony Halik, polski podróżnik, dziennikarz, pisarz[26]
- 30 maja – Zbigniew Bielski, polski aktor[27]
- 31 maja – Stanisław Wisłocki, polski dyrygent[28]

## czerwiec 1998
- 3 czerwca – Poul Bundgaard, duński aktor[29]
- 7 czerwca – Henryk Giżycki, polski aktor teatralny i filmowy[30]
- 18 czerwca – Bogdan Migacz, polski hokeista[31]
- 23 czerwca – Maureen O’Sullivan, irlandzka aktorka, matka aktorki Mii Farrow[32]
- 25 czerwca – Marek Papała, Komendant Główny Policji, zastrzelony przez nieznanych sprawców przed własnym domem[33]
- 28 czerwca – Wilhelmina Skulska-Kruczkowska, polska dziennikarka i publicystka[34]

## lipiec 1998
- 1 lipca – Barbara Orwid, polska aktorka[35]
- 2 lipca – Janusz Przybylski, polski malarz i grafik
- 4 lipca – Janusz Przymanowski, polski pisarz, poeta, dziennikarz i scenarzysta[36]
- 9 lipca – Leon Kurowski, polski prawnik, profesor[37]
- 12 lipca
  - Roman Wionczek, polski reżyser i scenarzysta[38]
  - Bo Giertz, szwedzki biskup i pisarz luterański[39]
- 18 lipca – Mykoła Łebed´, ukraiński działacz nacjonalistyczny[40]
- 28 lipca
  - Zbigniew Herbert, polski poeta[41]
  - Adam Hollanek, polski poeta i publicysta[42]

## sierpień 1998
- 4 sierpnia – Jurij Artiuchin, radziecki kosmonauta[43]
- 5 sierpnia – Józef Fajngold, polski rzeźbiarz i złotnik pochodzenia żydowskiego[44]
- 8 sierpnia – Samuel Balter, amerykański koszykarz[45]
- 17 sierpnia
  - Władysław Komar, polski sportowiec, jeden z najlepszych polskich miotaczy kulą (w wypadku samochodowym)[46]
  - Tadeusz Ślusarski, polski lekkoatleta, mistrz olimpijski w skoku o tyczce (w wypadku samochodowym)[47]
- 20 sierpnia – Kazimierz Dziewanowski, polski pisarz, dziennikarz, reportażysta, podróżnik, dyplomata[48]
- 26 sierpnia – Frederick Reines, amerykański fizyk, laureat Nagrody Nobla[49]
- 29 sierpnia – Henryk Bąk, polski działacz ludowy, wicemarszałek Sejmu[50]
- 31 sierpnia – Józef Kuropieska, polski generał, poseł na Sejm PRL II i III kadencji z ramienia PZPR[51]

## wrzesień 1998
- 6 września – Akira Kurosawa, japoński reżyser filmowy[52]
- 24 września – Gienrich Altszuller, rosyjski inżynier, twórca metodologii TRIZ[53]

## październik 1998
- 2 października
  - Jerzy Bińczycki, polski aktor[54]
  - Karol Gruszczyk, wojewódzki konserwator zabytków w Bielsku-Białej w latach 1975–1998
- 9 października – Anatol Vieru, rumuński kompozytor, dyrygent i muzykolog[55]
- 12 października – Wilson Allen Wallis, amerykański ekonomista i statystyk (ur. 1912)[56]
- 17 października – Janusz Kasperek, polski pilot[57]
- 31 października – Maria Izabela Salvat y Romero, hiszpańska zakonnica, święta katolicka[58]

## listopad 1998
- 2 listopada – Ryszard Ostałowski, polski aktor[59]
- 8 listopada
  - John Hunt, angielski oficer, alpinista, kierownik wyprawy, która w 1953 r. jako pierwsza zdobyła Mount Everest[60]
  - Jean Marais, aktor francuski[61]
- 22 listopada – Mikołaj Kozakiewicz, marszałek sejmu kontraktowego, seksuolog, filozof, felietonista[62]
- 24 listopada – John Chadwick, brytyjski filolog klasyczny, wraz z Michaelem Ventrisem odczytał pismo linearne B[63]

## grudzień 1998
- 8 grudnia – Michael Craze, angielski aktor filmowy i telewizyjny[64]
- 18 grudnia – Lew Diomin, radziecki kosmonauta[65]
- 21 grudnia – Mieczysław Lesz, polski ekonomista i działacz polityczny[66]
- 22 grudnia – Rafał Grzondziel, polski ksiądz, twórca „Kaszub” w Kanadzie[67]
- 25 grudnia – John Pulman, angielski snookerzysta[68]
- 30 grudnia – Joan Brossa, kataloński poeta[69]